# Fisher Tull
Fisher Aubrey Tull, Jr. (* 23. September 1934 in Waco, Texas; † 23. August 1994 in Huntsville, Texas), auch bekannt als Mickey Tull, war ein US-amerikanischer Komponist, Musikpädagoge und Trompeter.

## Leben
Fisher Tull wurde in Waco geboren, wo er auch die Schule besuchte. Er studierte an der University of North Texas Trompete bei John Haynie, Musikerziehung, Musiktheorie und Komposition bei Samuel Adler; seine Masterarbeit schrieb er 1957 über das Werk für Solotrompete von Alan Hovhaness. Während seines Studiums spielte und arrangierte er für unterschiedliche Jazz- und Tanzorchester, unter anderem für die One O'Clock Lab Band der Universität. Anschließend wurde Tull Mitglied des Lehrkörpers an der Sam Houston State University in Huntsville. 1964 setzte er sein Studium an der University of North Texas fort, wo er 1965 mit einem PhD in Komposition abschloss. Anschließend wechselte er wieder nach Huntsville, wo er von 1965 bis 1982 Vorstand der Musikabteilung war. Daneben war Tull Präsident des texanischen Musikschulverbandes Texas Association of Music Schools und Mitglied im Vorstand des nationalen Musikschulverbandes National Association of Schools of Music, wo er auch in der Kommission für die Standardisierung der Studienabschlüsse in musikalischen Fächern tätig war.
Tull starb 1994 in Huntsville und wurde auf Erlass der damaligen Gouverneurin Ann Richards am Texas State Cemetery in Austin beigesetzt. Tull war verheiratet und hatte zwei Kinder.

## Werk
Tull begann in den 1960ern, sich ernsthaft mit dem Komponieren zu beschäftigen. Seine Werke sind im Allgemeinen tonal gehalten, dabei aber von harmonischer Abenteuerlust und rhythmischer Lebendigkeit sowie einem Einfluss von mittelalterlicher und Renaissancemusik geprägt. Sein Œuvre umfasst über 80 veröffentlichte Stücke für Sinfonieorchester, Blasorchester, Chor und Kammermusik, wobei seine Blasorchester-, Brassband- und Perkussionensemblewerke die größte Bedeutung erlangt haben. Der Großteil seines Schaffens wurde bei Boosey & Hawkes verlegt, wo Tull seit 1974 unter Vertrag war. Andere Werke wurden bei Western International Music, der Ludwig Music Publishing Company, TRN und der International Trombone Association Manuscript Press herausgegeben.

### Blasorchester
- 1967 Terpsichore
- 1969 Toccata
- 1970 Concertino für Oboe und Blasorchester
- 1971 Sketches on a Tudor Psalm
- 1973 March for Tripod
- 1973 Reflections on Paris
- 1974 Credo
- 1975 Cryptic Essay
- 1975 Studies in Motion
- 1976 Jargon (nach William Billings)
- 1979 Präludium und Doppelfuge
- 1980 Rhapsodie für Trompete und Blasorchester
- 1982 Fanfare for Antiphonal Band & Brass
- 1983 Introit
- 1987 Konzert für Klavier und Wind Ensemble
- 1987 Requiem
- 1987 The Final Covenant
- 1990 Saga of the Clouds
- Accolade
- Concerto grosso für Blechbläserquintett und Wind Ensemble
- Tubular Octad

### Sinfonieorchester
- Konzert für Trompete und Orchester Nr. 1
- Symphonic Treatise
- Capriccio
- Overture for a Legacy

### Kammermusik
- 1954 Vignette für Trompete und Klavier
- 1961 Canonical Trilogy für vier Trompeten
- 1968 Quartett für vier Posaunen
- 1971 Sonatine für Perkussionsensemble
- 1971 Erato für Querflöte und Klavier
- 1976 Fantasie über L’homme armè für Oboe und Klavier
- 1978 Segments für acht Trompeten
- 1980 Eight Profiles für Trompete
- 1984 Threnody für Saxophon
- 1984 Nonett für Bläser, Perkussion und Klavier
- 1987 Concerto da camera für Altsaxophon und Blechbläserquintett
- 1987 Dialogue für Alt- und Tenorsaxophon
- 1991 Triosonate für Violine, Klarinette und Klavier
- Sarabande und Gigue für Altsaxophon und Klavier
- Bagatellen für Trompete und Klavier
- Variations on an Advent Hymn für Blechbläserquintett
- Liturgical Symphony für Blechbläser und Perkussion
- Sonate für Viola und Klavier
- Sonate für Trompete und Klavier
- The Binding für Blechbläserensemble
- Diversion für sechs Posaunen

## Auszeichnungen
- 1970: Sousa/ABA/Ostwald Award der American Bandmasters Association (Toccata)[6]

## Aufnahmen (Auswahl)
- The Music of Fisher Tull (1997, Albany Music Distribution, Troy 223), Nürnberger Symphoniker, Charles Anthony Johnson (Dirigent).
- Voicings (2013, GIA Publications, CD-895), North Texas Wind Symphony, Eugene Corporon (Dirigent).
- Fisher Tull (2015, Klavier Music Productions, K 11207), The Keystone Wind Ensemble, Jack Stamp (Dirigent).